# Natascha de Cortillas
Natascha de Cortillas (Concepción, 10 de diciembre de 1967) es una artista visual interdisciplinaria y académica de la Universidad de Concepción. Es la actual editora general de la Revista de Creación e Investigación Alzaprima y forma parte del Colectivo Mesa8, cuyo eje de acción es la relación Arte/Comunidades.

## Biografía y trayectoria
Estudió Licenciatura en Educación, Mención Artes Plásticas, en la Universidad de Concepción, Chile (1987-1991) y tiene una Maestría en Artes Visuales, en la Universidad Nacional Autónoma de México (1997). Formó parte del voluntariado de Art Corp en Guatemala, Uaxactun el año 2001. Desde el año 2007, y luego de un recorrido por países como México, Portugal y Guatemala, entrama su trabajo artístico con la docencia en el programa de la licenciatura en Educación, con mención artes plásticas donde se formó. Más tarde, el año 2012, se articula al Magíster en Arte y Patrimonio, de la Universidad de Concepción, comenzando un trabajo de docencia en posgrado impartiendo la asignatura “Arte Urbano: Espacios de valor intangible”. Natascha, en su recorrido, ha logrado construir una presencia dentro de la historia de las artes visuales de la ciudad de Concepción, en diferentes niveles; siendo la formación, la investigación y la asociatividad con sus pares, una tríada permanente y significativa. En ese contexto, es parte del Colectivo Mesa8, donde el eje arte y comunidades, le ha permitido accionar y posicionarse políticamente. Junto a ello, y a nivel de formación de pregrado en la carrera de artes visuales de la Universidad de Concepción, se reconoce su trabajo en red con los y las estudiantes, dotando de sentido crítico y profesional los procesos y proyectos de título.

## Obra
La práctica artística de Natascha está definida por una toma de posición que no reconoce territorios rígidos y normalizados, sino que ha permitido que la experiencia del viaje le desafíe a pensar su propio entorno desde otros lenguajes y saberes. Efectivamente, su recorrido y estancia en México y Guatemala,  produjo un gran impacto epistémico en su trabajo, que la ha llevado a desplegarse en zonas limítrofes y transdisciplinarias del lenguaje, desde el grabado a la  la fotografía, las acciones y las intervenciones urbanas y culinaria.
Los oficios, las zonas de contacto que se dan en el cruce de lo íntimo a lo colectivo, los saberes que se desprenden de la ritualidad cotidiana y aquellos que se anidan en las prácticas del hacer femenino, los comparte en sus ciclos de intervenciones y ejercicios visuales que tienen como pulsión activar la reflexión sobre las dinámicas neoliberales de producción local y las relaciones entre las artes y las comunidades. Hay tres momentos fundamentales dentro de su trayectoria que marcan indefectiblemente su práctica artística. El primero, gatillado por las experiencias del viaje, le motiva a tomar decisiones en torno a su práctica, lo que la mueve a un rol más mediador y comunitario de las artes visuales. Esto es una deriva que se va definiendo durante su estadía en Guatemala donde la reflexión crítica y activista se vuelve relevante. En ese contexto, explica que “uno de los grandes hitos dentro de mi proceso de transformación es, por ejemplo, dejar de hacer arte. Pasar a estar en una relación social con una comunidad y, definitivamente, perder el objetivo estético de estar produciendo una obra. Comprender al otro desde su esencia e instalarse con el otro”. El segundo hito lo marca el inicio del proyecto “Chile amasa su pan”, ejercicio que se desplaza desde el año 2005, en distintos territorios y a través de la instalación, la fotografía y la performance. Este proyecto le permite, junto a su trabajo en el colectivo Mesa8, dotar de fuerza una voz política y motivarla a una toma de posición frente a los movimientos sociales y ciudadanos actuales. Le posibilita articular un entrepuente mediador y sensible con las coyunturas de las distintas comunidades de su territorio. 
Otros grandes procesos lo constituyen “Territorios Culinarios” y “Desterritorializaciones culinarias”. En el primero, adquiere relevancia el proyecto Sobremesa (2014-2018) donde establece una zona de contacto colaborativa que, desde lo relacional, reflexiona en torno al quehacer culinario y las redes afectivas que de él se desprende, problematiza los modelos alimentarios -desde lo biopolítico - y su construcción sociocultural. En el segundo, aborda desde la práctica culinaria migrante, las redes y zonas de contacto que se desprenden del flujo migratorio, sus impactos e hibridaciones culinarias en nuestro territorio.
La práctica artística e investigativa de Natascha de Cortillas han situado como filamento institutivo la identidad culinaria, interpelando las lógicas capitalistas de producción, sobre todo locales. Como docente de la Universidad de Concepción, además, ha localizado sus intereses en desentrañar los elementos cruzados y vinculantes que definen la escena cultural de Concepción así como la complejidad que implica poder levantar un cuerpo teórico que permita leernos en nuestra construcción cultural.

## Investigación
- 2018             “Colaboraciones y cruces Culinarios: En busca de la Cocina Regional”. Fondart No 444349.

- 2018             “Desplazar Geografía”. Curaduría Rodolfo Andaur. Proyecto Fondart Regional No 429347. 2017.

              TERRITORIO CULINARIOS: Dos experiencias colaborativas, Fondo de Creación Artística N.º 20173490, de la Virectoria de Investigación y Desarrollo . UDEC. 2017-2019. Disponible en: https://www.youtube.com/watch?v=dBcmyhBoajo&t=8s.-
              Co-Investigadora del Cuerpo Editorial Diagonal Biobío, No 216.067.036-1.0. DIUCC Artística. UDEC. 2016 – 2019.
- 2016              Investigadora en la Residencia en Quillagua, Colectivo SE VENDE y CNCA.

              Investigadora invitada en Territorio compartido, ciclo de residencias para artistas visuales e investigadores, Casapoli. Fondart Regional No 216837 en el área Creación Artística.
- 2011               Investigador_ convocatoria internacional; [SOCIAL SUMMER CAMP] Curatoría Forense, Chile.

- 1998               Investigador_ convocatoria internacional, Escuela técnica de Artes Aplicadas, ETAP, Vila Nova de Cerveira. Portugal.

## Premios y distinciones
- 2003             Beca DIRAC, Ministerio Relaciones Exteriores de Chile, Permitir Emitir, Alemania.

- 2001             Beca DIRAC, Ministerio Relaciones Exteriores de Chile, Sentidos Gratis 4.0, Portugal.

- 2001           Intervenciones Urbanas, Calle y Acontecimiento, Proyecto FONDART, Santiago, Chile.

- 1998             Becas para Artistas Jóvenes, UNESCO, Aschberg, Cerveira, Portugal.
- 1992             Mención de Honor, Faenas por el pescador, Municipalidad de Talcahuano, Chile.

## Exposiciones
- 2018             Máquina Mistral. Encuentro de performance y arte-acción. Universidad de Chile.

Borra las huellas_ Sala Municipal de Valparaíso _no solo de pan. Ejercicio colectivo junto a Bárbara Fernández, Angelina Barbieri, Violeta Olave, Angelina Almendra, Camila Peña. Organiza Ratta Gallery. Curaduría Carola Opazo.
Video No cohabitaras con Animales, Foodcultur day, Suiza.
This in not Chile: historias y prácticas comunes desde Concepción, Proyecto Eriazo, Basilea, Suiza. Organizan Espacio Klingental, Cristian Valenzuela, Louse Mestrallet y Simón Wunderlich.
- 2017    Ejemplos a Seguir, Parque Cultural de Valparaíso. Curaduría Rodolfo Andaur.

Chile Limita al centro, Museo de Arte Contemporáneo_ Quinta Normal. Curaduría Carolina Lara, Proyecto Traslado, CNCA.
- 2016    Chile amasa su pan_ No cohabitaras con Animales en Quillagua Space. Exposición Galería Gabriela Mistral. Santiago. Producción Consejo Nacional de la Cultura y las Artes. Disponible en:  https://www.youtube.com/watch?v=UZ9TZWv1Zok

- 2015    Pan para hoy hambre para mañana; La Pan Galería. Acción performatica. Viña del Mar. Chile.

Festival internacional de Arte y acción; Mujeres en Ruta; Video Acción Chile amasa su pan en Antofagasta 2012. Organiza Conaculta, Querétaro, México .
- 2014    Chile amasa su Pan, Intervención Cerro Las Cañas, Valparaíso. Acción performática.

Pan para hoy hambre para mañana; La Pan Galería. Viña del Mar. Chile.
- 2013    Food Cultura, Miralda en Chile, Galería Metropolitana, Santiago, Chile.

40 años sur, Estadio regional, Concepción, Chile.
  Exposición 2937 km, Mesa8 Balmaceda arte Jove, Valparaíso – Concepción.
Cultura Culinaria, Cañete. Galería Metropolitana, Universidad de Concepción.
- 2012    Bienal DEFORMES, Centro Cultural Palacio la Moneda, Santiago. Chile.

Concepción Rebelados; Curatoria Carolina Lara; Proyecto Fondart Colectivo Se Vende, Biblioteca Viva Antofagasta.
UNEATABLE; Video Performance del Chile Reciente, Centro Cultural de España, Santo Domingo. Curatoria: Samuel Ibarra.
NDC; Lanzamiento Catálogo. Balmaceda Arte Joven, Concepción. Residencia Curatoria Forense, Villa Alegre. Chile.
- 2011    Desterritorialidades Culinarias/ Tomaticán. Intervención Urbana: Performance al mediodía. Universidad Francisco Caldas ASAB, Colombia.-

- 2010    Desterritorialidades Culinarias_Charquicán. Intervención Urbana y Galería Planta Alta. Producción Fondart y Galería Planta Alta. Asunción, Paraguay. Archivo audiovisual en https://vimeo.com/28513013

- 2005    Desterritorialidades Culinarias del MERCOSUR; La Feijoada / Intervención Urbana. Concepción, Chile.

## Proyectos Colectivos
- 2018          Lanzamiento Manifiesto Arte y Comunidad, Colectivos mesa8, TTU, APECH, Asociación Grabadores. Casa916.

- 2016          Solsticio de acciones; Natascha de Cortillas, Valentina Villarroel, Elvira Santamaría, Espacio independiente. Organiza Conaculta y Talleres Sonoros.

- 2015          Muda_ intervención espacio público. Proyecto colaborativo junto a Francisco Sanfuentes (U. Chile) y alumnos de título (UDEC). organiza Magíster de Arte y patrimonio y Casa 916 .

- 2013          Acción Culinaria. Desterritorialidades culinarias: El banquete. Ejercicio colaborativo en el contexto de la Residencia de Juan Castillo.Centro Cultural Casa Poli. Coliumo.

#### Fichas y catálogos
http://www.nataschadecortillas.cl
http://www.artistasvisualeschilenos.cl/658/w3-article-40109.html
https://www.ecured.cu/Natascha_de_Cortillas_Diego

#### Enlaces que sitúan su practica
- REVISTA CASA (2016). Las complejidades del arte en la Urbe.

- Archivo digital de las artistas visuales de Concepción RAV (2015) por Paulina Barrenechea y Ciénaga Comunicaciones. Disponible en: https://www.youtube.com/watch?v=uunUh3FKKAM

- DIARIO CONCEPCIÓN (2015) Las distintas miradas sobre la mirada artística por Joaquín Riffo.

- Magazine Bufé (2012). El alimento como proceso de identidad por Carolina Lara.

- REVISTA PM (2013). El alimento como arte de acción por Mauricio Maldonado.

- Programa Guiarte (2012). Disponible en: https://www.youtube.com/watch?v=6KHd191wdcs

- Animita Migrante,  http://www.edicionanimita.cl/natascha-de-cortillas-intervenciones-y-ejercicios-visuales/ Archivado el 4 de septiembre de 2018 en Wayback Machine.)